# Mount Augustus
Mount Augustus – największy skalny monolit świata. Wysokość 1105 m n.p.m. Położony w Australii, w zachodniej części stanu Australia Zachodnia, na terenie Parku Narodowego Mount Augustus. Monolit ma powierzchnię 47,95 km² oraz rozciąga się na długości 8 km. Zbudowany głównie z piaskowca i zlepieńca.